# Katharina Kepler
Pour les articles homonymes, voir Kepler.
Katharina Kepler, née Guldenmann en 1546 et morte le 13 avril 1622, est une femme allemande de Stuttgart, alors dans le duché de Wurtemberg, accusée d'être une sorcière. Elle est la mère de l'astronome Johannes Kepler.

## Biographie
Katharina Kepler était mariée avec Heinrich Kepler et avait une fille et trois fils, dont Johannes Kepler.
En 1615, un procès pour sorcellerie fut initié par Lutherus Einhorn qui, pendant son règne comme vogt de la ville protestante de Leonberg (1613-1629), accusa quinze femmes de sorcellerie et en exécuta huit. Il agit conformément à la volonté du gouvernement et du public, qui avaient demandé une enquête pour sorcellerie et émirent un mandat d'arrêt contre Katharina Kepler en 1615. Ursula Reinbold avait accusé Katharina Kepler de lui avoir donné une potion après un argument qui l'avait rendue malade. Johannes Kepler défendit lui-même sa mère, avec l'assistance de son université à Tübingen. Un de ses amis étudiants, Christopher Besoldus, assista Katharina Kepler juridiquement.
Johannes Kepler emmena sa mère à Linz en décembre 1616. Lorsqu'elle retourna à Leonberg au cours de l'été 1620, elle fut arrêtée puis emprisonnée pendant quatorze mois. On lui dit comment elle serait torturée, afin de lui faire peur, mais elle refusa de confesser quoi que ce soit.
En octobre 1621, Kepler parvint à obtenir sa libération. Katharina Kepler mourut l'année suivante.